# Grad Predjama
Grad Predjama ali Predjamski grad je grad v Sloveniji, ki leži 9 kilometrov od Postojnske jame. Grad je največji jamski grad na svetu in je od leta 2015 kot tak vpisan tudi v Guinnesovo knjigo rekordov.

## Lega gradu
Grad stoji v skrajnem severozahodnem robu Postojnske kotline. Ob predjamskem prelomu, kjer ponikne potok Lokva, se za navpično, 123 m visoko skalno steno odpira zamotano kraško podzemlje. Rovi potekajo v več nadstropjih, povezuje jih vrsta brezen. Celoten podzemski sistem, ki velja za drugo najdaljšo turistično jamo v Sloveniji, je dolg okoli 6,5 km in je deloma urejen za turistični ogled. Pred naravnim skalnim obokom visoko v steni stoji grad.

## Zgodovina gradu
Grad je bil prvič omenjen leta 1274, ko so prvotni gotsko oblikovani grad Luegg sezidali oglejski patriarhi. Pod naravnim skalnim obokom visoko v steni so v velikanski duplini zgradili težko dostopen grad, ki ga je kasneje dozidala in preoblikovala družina Luegg, imenovana tudi vitezi Predjamski. Luegerji, kot so jih tudi imenovali, so bili deželnoknežji fevdniki in vitezi Predjamski. Erazem Predjamski se je kasneje pridružil kralju Matiji Korvinu, zaradi česar je tedanji avstrijski cesar ukazal tržaškemu glavarju baronu Gašperju Ravbarju, naj roparskega viteza Erazma pokori. Po dolgotrajnem obleganju predjamskega gradu so Erazma leta 1484 s pomočjo zvijače ubili. Ker ga niso mogli premagati drugače, so podkupili enega izmed njegovih mož, da ga je izdal. Prižgal je svečo na oknu Erazmove sobe in to je vodilo tržaške strelce, ki so ga zasuli s kamnitimi kroglami. Ker so Erazma hoteli ubiti tudi kot zgodovinsko osebo, so naokrog raznesli zgodbo o roparskem vitezu, ki je umrl na stranišču. V resnici se je tedaj grad nahajal zgolj v zgornjem predelu gradu, imenovanem grad Jama ali Luegg, in sprednjega prizidka s straniščem tedaj še ni bilo. Grad je nato padel pod upravo Oberburgov in Purgstallov.
Leta 1567 je dal nadvojvoda Karel Predjamo v najem baronu Janezu Cobenzlu, ki je grad dvajset let kasneje odkupil. Že leta 1570 je grad dozidal in preuredil ter zgradil renesančno poslopje, stisnjeno ob navpično steno pod jamskim gradom. V takšni obliki se je grad obdržal do danes. Leta 1810 je Predjamo podedoval grof Mihael Coronini-Cronberg, od leta 1846 do konca druge svetovne vojne pa je bil grad last rodbine Windischgrätz. Po vojni je bil grad nacionaliziran, v njem pa je bil urejen muzej, ki je odprt še danes, v njem pa je prikazano srednjeveško življenje graščakov in arheološka zbirka s predmeti, ki so jih našli v predjamskih podzemnih sistemih in pričajo o navzočnosti človeka vse od neolitika. Razstavljeno je tudi gradivo o lastnikih gradu, orožje, pohištvo in lovske trofeje.

### NOB
Med narodnoosvobodilno borbo sta bila v gradu sodišče in partizanska tiskarna. Tu je bil 30. avgusta 1944 ustanovljen iz nekaterih enot 31. divizije Jeseniško-bohinjski odred, ki je nato deloval na Gorenjskem vse do konca vojne.